# Rafaela Zanella
Rafaela Köhler Zanella (Santa Maria, 9 agosto 1986) è una modella brasiliana di origini tedesche e italiane, eletta Miss Brasile 2006 l'8 aprile 2006 in rappresentanza del proprio stato, Rio Grande do Sul.
Al momento dell'elezione Rafaela Zanella era una studentessa presso la facoltà di medicina dell'università Universidade Luterana do Brasil nella città di Canoas, Rio Grande do Sul.
Grazie alla vittoria del titolo, ha rappresentato il Brasile a Miss Universo 2006, che si è tenuto il 13 luglio 2006 a Los Angeles, in California, e dove la Zanella è giunta sino alle semifinali e piazzandosi in Top 20.